# Jean III d'Opava
Jean III d'Opava (connu également sous le nom de  Jean le Pieux de Leobschütz ou Jean de Głubczyce, tchèque : Jan III Opavský ou tchèque : Jan Pobožný; né vers 1425  – mort vers 1485 fut un duc en Silésie de la lignée d'Opava (en allemand: Troppau) de la dynastie des Přemyslides.  Il est corégent du  Duché d'Opava de 1445/1457 à 1464 et du duché de Głubczyce (en allemand : Leobschütz) de 1445/1457 jusqu'à sa mort.

## Biographie
Jean III d'Opava est le fils du duc Venceslas II d'Opava et de Głubczyce et de son épouse Elisabeth de Kravař. À la mort de son père entre  1445 et 1447  Jean III hérite d'un tiers du duché d'Opava et conjointement avec son frère Janusz d'Opava, du duché de Głubczyce. Janusz meurt en 1454 et Jean III hérite de son titre de seigneur de Fulnek.
Les deux autres tiers du duché d'Opava sont entre les mains de ses oncles paternels Guillaume et Ernest. En 1451, Guillaume  transfère ses droits sur le duché de Münsterberg à Ernest et reçoit en échange le tiers d'Opava détenu par son frère Ernest.  Dans ce contexte, Guillaume est désormais le détenteur des 2/3 du duché d'Opava. Toutefois, Guillaume meurt dès l'année suivante et Ernest, agissant comme régent des fils mineurs de son frère Guillaume, vend ces droits sur Opava au duc Bolko V d'Opole.  Bolko V meurt à son tour en 1460, est ses droits sur 2/3 d'Opava tombent comme fief entre les mains du royaume de Bohême c'est-à-dire de  Georges de Poděbrady.  En 1464, Jean III vend à son tour sa part de 1/3 d'Opava à Georges de Bohême qui se trouve donc désormais  en possession de la totalité du duché d'Opava ce qui accroit sensiblement sa sphère d'influence dans la région.
Lors du conflit qui éclate pour la succession du roi  Georges de Bohême, Jean III est d'abord un partisan de 
Vladislas IV de Bohême. Quand Matthias Corvin prend le contrôle de la Silésie en 1479, Jean III s'empresse de lui rendre l'Hommage. En 1480, il fonde un monastère franciscain à  Głubczyce.

## Union et succession
Jean III épouse à une date inconnue une certaine Catherine dont on ignore l'origine. Elle meurt le 15 avril 1460 sans lui avoir donné d'héritier. Son surnom de  le Pieux lui est attribué parce qu'il refuse de se remarier après son décès. Jean III meurt vers 1485. À sa mort la lignée principale d'Opava de la dynastie des Přemyslides se termine, bien que la lignée secondaire d'Opava-Ratibor se poursuit jusqu'à la mort de Valentin de Ratibor en 1521. Le duché de Głubczyce tombe totalement entre les mains du roi Matthias Corvin qui en investit immédiatement son fils Janos.